# Tyne
Tyne je reka v severovzhodni Angliji v Veliki Britaniji. Nastane z združitvijo/sotočjem dveh rek oz. njenih povirnih krakov - North Tyne in South Tyne. Ti dve se spojita pri kraju Warden Rock, v bližini Hexhama v grofiji Northumberland. Sotočje se imenuje 'The Meeting of the Waters'.
Reka North Tyne izvira pri meji s Škotsko, severno od območja Kielder Water. Preden priteče v Hexam teče skozi gozd Kielder in čez vas Bellingham.
Reka South Tyne izvira v močvirju Alston v Cumbriji. Teče skozi mesta Haltwhistle in Haydon Bridge v dolini, ki se ji pogosto reče Tyne Gap. Severno od doline Tyne gap leži Hadrijanov zid. Izvir reke South Tyne je zelo blizu izvirom dveh drugih pomembnih rek industrijskega severa - rek Tees in Wear. Dolina South Tyne Valley spada v območje posebne zaščite narave po imenu North Pennines. To je drugo največje območje posebnih naravnih lepot v Angliji in Walesu.